# فرودگاه وایواله (فرودگاه صحرایی بوکر)
فرودگاه وایواله (فرودگاه صحرایی بوکر) (به انگلیسی: Wyevale (Boker Field) Airport) یک فرودگاه خصوصی است . این فرودگاه در کشور کانادا قرار دارد و در ارتفاع ۲۱۵ متری از سطح دریا واقع شده است.